# Districtul Jászapáti
Jászapáti (în maghiară Jászapáti járás) este un district în județul Jász-Nagykun-Szolnok, Ungaria.
Districtul are o suprafață de 544,45 km2 și o populație de 33.160 locuitori (2013).

## Localități
- Alattyán
- Jánoshida
- Jászalsószentgyörgy
- Jászapáti
- Jászdózsa
- Jászivány
- Jászkisér
- Jászladány
- Jászszentandrás